# Jared Heine
Jared J. Heine (ur. 6 września 1984 w Honolulu) – pływak z Wysp Marshalla, olimpijczyk.
Podczas igrzysk w Pekinie, Heine wystąpił w eliminacjach na 100 m stylem klasycznym. W wyścigu eliminacyjnym uzyskał czas 58,86, i zajął 3. miejsce, a tym samym odpadł z rywalizacji. Finalnie uplasował się na 43. miejscu.